# María Antonieta Gutiérrez
María Antonieta "Calú" Gutiérrez es una guionista de telenovelas venezolana, hija de la también guionista de telenovelas María Antonieta Gómez. Tras comenzar su carrera en su país natal, se estableció en México adaptando telenovelas clásicas (o también conocidas como novelas rosas) en versiones modernas para Televisa. Se considera discípula de Carlos Romero y Alberto Gómez.

## Trayectoria

### Historias originales
- Sol de tentación (1996-1997) (con Elizabeth Alezard, Perla Farías, Vivel Nouel y Óscar Urdaneta)

### Adaptaciones
- Juego de mentiras (2023) (con Berenice Cárdenas, Felipe Silva, Adela Boltansy, Yutzil Martínez y Armando Gracia) - Original de Sebastián Arrau
- El vuelo de la victoria (2017) (con Anthony Martínez) - Original de Carlos Romero y Alberto Gómez[1]
- Un camino hacia el destino (2016) - Original de Mariela Romero
- La gata (2014) - Original de Inés Rodena
- Una familia con suerte (2011-2012) (con Marcia del Río, Alejandro Pohlenz y Nora Alemán) - Original de Mario Schajris y Adriana Lorenzón
- Mar de amor (2009-2010) (con Alberto Gómez) - Original de Delia Fiallo
- Segunda parte de Cuidado con el ángel (2008-2009) (con Carlos Romero) - Original de Delia Fiallo
- El amor no tiene precio (2005-2006) (con Alberto Gómez) - Original de Inés Rodena y Caridad Bravo Adams
- Velo de novia (2003-2004) (con Marcia del Río) - Original de Caridad Bravo Adams

### Co-adaptaciones
- Amores con trampa (2015) (con Saúl Pérez Santana) - Escrita por Emilio Larrosa, original de Carlos Oporto, David Bustos y Jaime Morales
- Segunda parte de Tormenta en el paraíso (2007-2008) - Escrita por Marcia del Río y Claudia Velazco, original de Caridad Bravo Adams
- Segunda parte de Salomé (2001-2002) - Escrita por Marcia del Río, original de Arturo Moya Grau

### Libretos
- ¡Vivan los niños! (2002-2003) (con Kary Fajer y Alberto Gómez) - Original de Abel Santa Cruz
- Angélica Pecado (2000-2001) (con Martín Hahn, Annie Van Der Dys, Valentina Saa y Francisco Boza) - Original de Martín Hahn
- Dulce enemiga (1995) (con Valentina Párraga, Yoyiana Ahumada, Gabriela Domínguez, Ana Mercedes Escámez, Óscar Urdaneta y Daniel Álvarez) - Original de Valentina Párraga
- Morena Clara (1994) (con María Antonieta Gómez, Juan Clemente Sánchez y Rubén Geller) - Original de Ligia Lezama
- Pasionaria (1990-1991) (con Vivel Nouel, Elizabeth Alezard y Abigail Tructies) - Original de Vivel Nouel

### Asesoría literaria
- Juego de mentiras (2023) (con Yutzil Martínez) - Original de Sebastián Arrau